# دوري جرينلاند لكرة القدم 1963–64
دوري جرينلاند لكرة القدم 1963–64 هو موسم من دوري جرينلاند لكرة القدم. فاز فيه Kissaviarsuk-33 ‏.